# Carmen Avendaño Otero
Carmen Avendaño Otero (Vigo, Pontevedra, 21 de novembre de 1945) és una dona coneguda per la seva lluita contra el narcotràfic a Galícia i presidenta i coordinadora de la fundació Érguete.

## Trajectòria
Ha estat una pionera en la lluita integral contra el narcotràfic, denunciant als grans traficants i organitzant plans integrals de rehabilitació i reinserció. Va fundar la Federació Provincial i la Federació Gallega d'Ajuda al Drogodependent. A partir de 1995 va ser regidora del Partit dels Socialistes de Galícia a l'Ajuntament de Vigo i diputada provincial del PSdG-PSOE a Pontevedra. També és membre de l'assemblea general de Caixanova i del consell d'administració del Real Club Celta de Vigo. Segons el diari El Correo Gallego figurava en el lloc 94 en la llista dels 125 gallecs més influents.
En 2005 es va rodar a Galícia la pel·lícula Heroína, basada en la seva història i protagonitzada per Adriana Ozores Muñoz. També porte el seu nom el Centre d'Inserció Social de Vigo, inaugurat en 2006, que acull condemnats que compleixen el tercer grau o que fan treballs comunitaris.

## Premis
Va obtenir el Premi Justícia i Societat (1993); el Premi Nacional del PSOE Rosa Manzano; el Premi La Voz de Galicia a la Solidaritat (1998); premio Sardina d'Or de l'Ajuntament de Vigo (1999); Premi Galicia en Feminino de la Xunta de Galícia (2002) i li va ser lliurada per la Reina Sofia la Creu de Plata de l'Ordre Civil de la Solidaritat Social (2010) com a reconeixement al seu compromís personal en defensa dels joves afectats per l'addicció a la droga i per la seva actitud decidida de lluita contra el tràfic de drogues entre d'altres.